# San Juan (Intibucá)
San Juan é uma cidade hondurenha do departamento de Intibucá.